# Міжнародний центр вивчення питань збереження та відновлення культурних цінностей
Міжнародний центр з дослідження, збереження та реставрації культурних цінностей, Римський центр (International Centre for the Study of the Preservation and Restoration of Cultural Property, з 1978 була прийнята й почала широко використовуватися абревіатура ICCROM – від. англ. The International Centre for Conservation in Rome, The Rome Centre; укр. – ІККРОМ, Римський центр). 
Статут центру був затверджений на 9-й сесії Ген. конференції ЮНЕСКО (Нью-Делі, Індія, 1956). 
З 1959 розміщується в Римі на запрошення уряду Італії і за угодою з ЮНЕСКО. Центр є міжурядовим органом, членами якого стають держави-члени ЮНЕСКО. 
Асоційованими членами можуть бути державні установи країн – не членів ЮНЕСКО, приватні та громад. інституції. 
1959 р. членами ІККРОМу були 9 держав, 1986 – 73, 2008 – 126. Управління здійснює Ген. Асамблея, до складу якої входять делегати від країн-членів ІККРОМу, яка скликається кожні два роки. На засіданні асамблеї узгоджують пріоритетні напрями діяльності, затверджують програми, розглядають фінансові питання, обирають Ген. директора і Раду центру. 
Осн. функціями ІККРОМу є: 
- збір наук. та тех. інформації, вивчення наук. проблем та поточне документування тех. засобів захисту та відновлення культ. об'єктів;
- призначення, координація досліджень у цій сфері; надання консультацій та рекомендацій із заг. та спец. питань;
- допомога у підготовці дослідників і тех. робітників з реставраційних технологій;
- залучення широких кіл громадськості до діяльності зі збереження пам'яток.

Центр здійснює експертну оцінку стану збереження об'єктів, включених до Списку Всесвітньої спадщини. 
Основним засобом поширення досвіду ІККРОМу, окрім збору наук. та тех. інформації, є навч. програми. Рим. центр займається підготовкою спеціалістів із менеджменту пам'яткоохоронної діяльності, ідентифікації культ. цінностей та фахівців різноманітного профілю з консервації та реставрації рухомих і нерухомих пам'яток. Першими були курси з підготовки архітекторів-консерваторів зі збереження істор. будинків та центрів істор. міст, організовані спільно з Рим. ун-том на поч. 1960-х рр. Згодом, разом із Римським інститутом реставрації (Istituto Centrale del Restauro in Rome), були введені щорічні 4–6-місячні курси з підготовки фахівців із консервації фрескового живопису (1968), наук. принципів консервації істор. об'єктів і старожитностей (1974), превентивної консервації музейних колекцій (1975). З 1980-х рр. діяльність центру розширилася за рахунок введення довгострокових міжнар. і регіональних програм з консервації музейних, бібліотечних і архів. колекцій, археол. розкопок, істор. будинків і споруд, істор. середмістя, культ. ландшафтів. Додатково IККРOM організовує курси в різних частинах світу, включно із серією навч. програм зі специфічних галузей – таких, як дерев'яні об'єкти Норвегії, кам'яниці Венеції, глинобитні споруди Перу, фресковий живопис Таїланду, а також кліматичний та освітлювальний контроль у музеях Лондона, Дубліна, Лос-Анджелеса та Каракаса. 
ICCROM співпрацює з такими організаціями, як: 
- ЮНЕСКО,
- Міжнародна рада музеїв (ІКОМ),
- Міжнародна рада з питань охорони пам'яток і визначних місць,
- Міжнародна спілка архітекторів (МСА) та багатьма нац. ін-тами різних країн шляхом створення спільних націй, регіональних, місцевих програм.

Центр має спеціалізоване періодичне вид. "ICCROM Newsletters" англійською, французькою, іспанською мовами. Фахівці центру брали активну участь у міжнародних проектах ЮНЕСКО із врятування пам'яток історико-культурного значення у Мексиці, Пакистані, Нубії (істор. область у долині між 1-м і 5-м порогами р. Ніл, на території сучасних Єгипту й Судану), міст Венеція і Флоренція в Італії тощо. 
Щороку він проводить спеціалізований курс із підготовки архітекторів-консерваторів для збереження історичних будинків, пам'яток і пам'ятників.